# 苣木鉱
苣木鉱 （すがきこう・Sugakiite）とは、硫化鉱物の1つ。結晶系は正方晶系。化学組成は Cu(Fe,Ni)8S8 。

## 成分・種類
苣木鉱は、銅、鉄、ニッケルを含む硫黄の化合物である。金属元素と硫黄の比率は9:8であり、その組成はペントランド鉱 (Pentlandite・Fe4.5Ni4.5S8) と良く似ており、ペントランド鉱グループに属すると考えられる。しかしペントランド鉱が等軸晶系なのに対し、苣木鉱は正方晶系と結晶系が異なる。また、苣木鉱は成分として銅を含むのが前提としてある。
| 元素名   | 割合（重量%） |
| -------- | ------------- |
| 鉄       | 43.27         |
| ニッケル | 16.10         |
| 銅       | 6.99          |
| コバルト | 0.17          |
| 硫黄     | 33.04         |

## 産出地
苣木鉱は、原産地である北海道様似町にある幌満橄欖岩と、ロシアタイミル自治管区の Talnakh Cu-Ni Deposit でのみ発見されている。苣木鉱は似た鉱物である様似鉱と共に長らく原産地が唯一の産出地であったが、苣木鉱のみ2012年に他の産地が発見された。

## 性質・特徴
苣木鉱はペントランド鉱、トロイリ鉱 (Troilite)、ヒーズルウッド鉱 (Heazlewoodite) 、斑銅鉱 (Bornite) 、タルナック鉱 (Talnakhite)、自然銅 (Copper) と共に産出する。また、苣木鉱と成分が似る鉱物として、幌満鉱 (Horomanite・(Fe,Ni,Co,Cu)9S8) と様似鉱 (Samaniite・Cu2(Fe,Ni)7S8) がある。前記した硫化鉱物の中に混ざっていることもあれば、苣木鉱・幌満鉱・様似鉱の3種の混合状態のものが単独の粒で存在する場合もあり、苣木鉱のみで単独で存在する場合もある。
苣木鉱やそれを含む硫化鉱物の粒は、橄欖岩中の橄欖石や輝石の隙間を満たす状態で産する。そのため苣木鉱は粒状から時として劈開のない半自形結晶で産するが、最大でも0.1mmと極端に小さく、大抵は顕微鏡スケールの話であり、肉眼では見えない。
|               |               | 苣木鉱       | 幌満鉱           | 様似鉱        | ペントランド鉱 |
| ------------- | ------------- | ------------ | ---------------- | ------------- | -------------- |
| 結晶系        | 結晶系        | 正方晶系     | 正方晶系         | 正方晶系      | 等軸晶系       |
| 空間群        | 空間群        | P42/mnm      | P4/mmm           | P42/mnm       | Fm3m           |
| 化学組成      | 化学組成      | Cu(Fe,Ni)8S8 | (Fe,Ni,Co,Cu)9S8 | Cu2(Fe,Ni)7S8 | Fe4.5Ni4.5S8   |
| 密度 (g/cm3)  | 密度 (g/cm3)  | 4.76         | 6.45             | 4.89          | 5.07           |
| 硬度 (kg/cm3) | 硬度 (kg/cm3) | 130 - 170    | 125 - 145        | 120 - 140     | 140 - 150      |
| 格子定数      | a (Å)         | 10.566(5)    | 8.707(1)         | 10.089(1)     | 10.038(1)      |
| 格子定数      | c (Å)         | 9.749(8)     | 10.439(6)        | 10.402(1)     |                |
| 格子定数      | c/a           | 0.9227       | 1.1994           | 1.0306        |                |
| 格子定数      | V (Å3)        | 1088.4(14)   | 791.4(4)         | 1058.9(2)     | 1011.4(3)      |
| 反射率 (%)    | 436nm         | 25.6 - 31.9  | 34.7 - 37.8      | 27.1 - 29.6   | 38.4           |
| 反射率 (%)    | 497nm         | 29.9 - 36.1  | 40.0 - 43.2      | 34.4 - 37.9   | 44.1           |
| 反射率 (%)    | 546nm         | 33.2 - 39.1  | 43.2 - 46.4      | 38.9 - 43.6   | 47.3           |
| 反射率 (%)    | 586nm         | 36.1 - 41.5  | 45.4 - 48.5      | 44.9 - 49.8   | 49.5           |
| 反射率 (%)    | 648nm         | 39.3 - 44.3  | 47.8 - 50.7      | 42.2 - 46.9   | 51.9           |

## サイド・ストーリー
苣木鉱は1998年に北風嵐によって研究された、北海道様似町にある幌満峡に分布する幌満橄欖岩の中から発見された日本産新鉱物である。苣木鉱は幌満鉱および様似鉱と共に発見されたが、苣木鉱はこの2つに先駆けて2005年に独立種として承認された。幌満鉱と様似鉱の承認はこの2年後である。名称は東北大学の苣木浅彦に因む。北風は苣木鉱の発見で2009年に日本鉱物学会櫻井賞を受賞している。
産地の幌満峡付近はアポイ岳ジオパークに指定されており、サンプルの採集は制限されている。